# Michael Haley
Michael Haley est un acteur et producteur de cinéma américain, né le 22 septembre 1942  à Pittsfield, dans le Massachusetts (États-Unis).

## Biographie

### Acteur
- 1970 : Les Tueurs de la lune de miel (The Honeymoon Killers) : Jackson
- 1971 : La Mortadella : Le chauffeur de taxi
- 1988 : Apprentice to Murder : Jailer
- 1988 : Biloxi Blues : Le caporal Haley
- 1988 : Working Girl : Le gardien de l'héliport
- 1990 : Everybody Wins : Le conducteur
- 1990 : Bons Baisers d'Hollywood (Postcards from the Edge) : L'assistant réalisateur
- 1991 : True Colors : L'agent du FBI
- 1991 : À propos d'Henry (Regarding Henry) : Le greffier
- 1992 : Une équipe hors du commun (A League of Their Own) : L'arbitre empathique
- 1994 : Opération Shakespeare (Renaissance Man) : Le fleuriste
- 1995 : The Maxx (série TV) : Le Maxx
- 1995 : Stuart sauve sa famille (Stuart Saves His Family) : Bailiff
- 1996 : Pluie de roses sur Manhattan (Bed of Roses) : Papa
- 1997 : Un Indien à New York (Jungle 2 Jungle) : Le vendeur de hot-dog
- 1998 : Primary Colors : L'annonceur du port
- 1999 : Mafia blues (Analyze This) : Le producteur
- 2000 : Endiablé (Bedazzled) : L'homme d'action
- 2001 : Super papa (Joe Somebody) : Le barman
- 2004 : Entre adultes consentants (Closer) : L'homme qui fume

### Producteur
- 1978 : On the Yard
- 1981 : Les Fesses à l'air (So Fine)
- 1988 : The Unnamable
- 1996 : Pluie de roses sur Manhattan (Bed of Roses)
- 1998 : Primary Colors
- 1999 : Liberty Heights
- 2000 : De quelle planète viens-tu? (What Planet Are You From?)
- 2000 : Endiablé (Bedazzled)
- 2001 : Mon combat (Wit) (TV)
- 2004 : Entre adultes consentants (Closer)